# Tyranneau menu
Zimmerius parvus
Ne doit pas être confondu avec Tyranneau minute.
Espèce
Synonymes
- Zimmerius vilissimus parvus
- Tyranniscus vilissimus parvus[1],[2]

Statut de conservation UICN

 LC  : Préoccupation mineure
Le Tyranneau menu (Zimmerius parvus) est une espèce de passereaux de la famille des Tyrannidae,,.

## Distribution
Cet oiseau vit dans les plaines, dans une zone allant de l'est du Guatemala, du Belize et du Honduras, vers le sud jusqu'au Panama et à l'extrême nord-ouest de la Colombie (Chocó),,.

## Systématique
Cette espèce est monotypique selon la classification de référence du Congrès ornithologique international (version 9.1, 2019). Les travaux de Frank E. Rheindt et al. sur leur génome mitochondrial, publiés en 2013, ont entraîné une importante modification de la classification des espèces et sous-espèces des oiseaux du genre Zimmerius, jusqu'alors principalement basée sur des caractéristiques morphologiques. Alors que ces modifications ont été entérinées par le Congrès ornithologique international, faisant ainsi de Zimmerius parvus une nouvelle espèce, de nombreuses bases de données le considèrent encore comme une sous-espèce du Tyranneau gobemoucheron (Zimmerius vilissimus), sous le nom de Zimmerius vilissimus parvus,,,.